# Program Sojuz

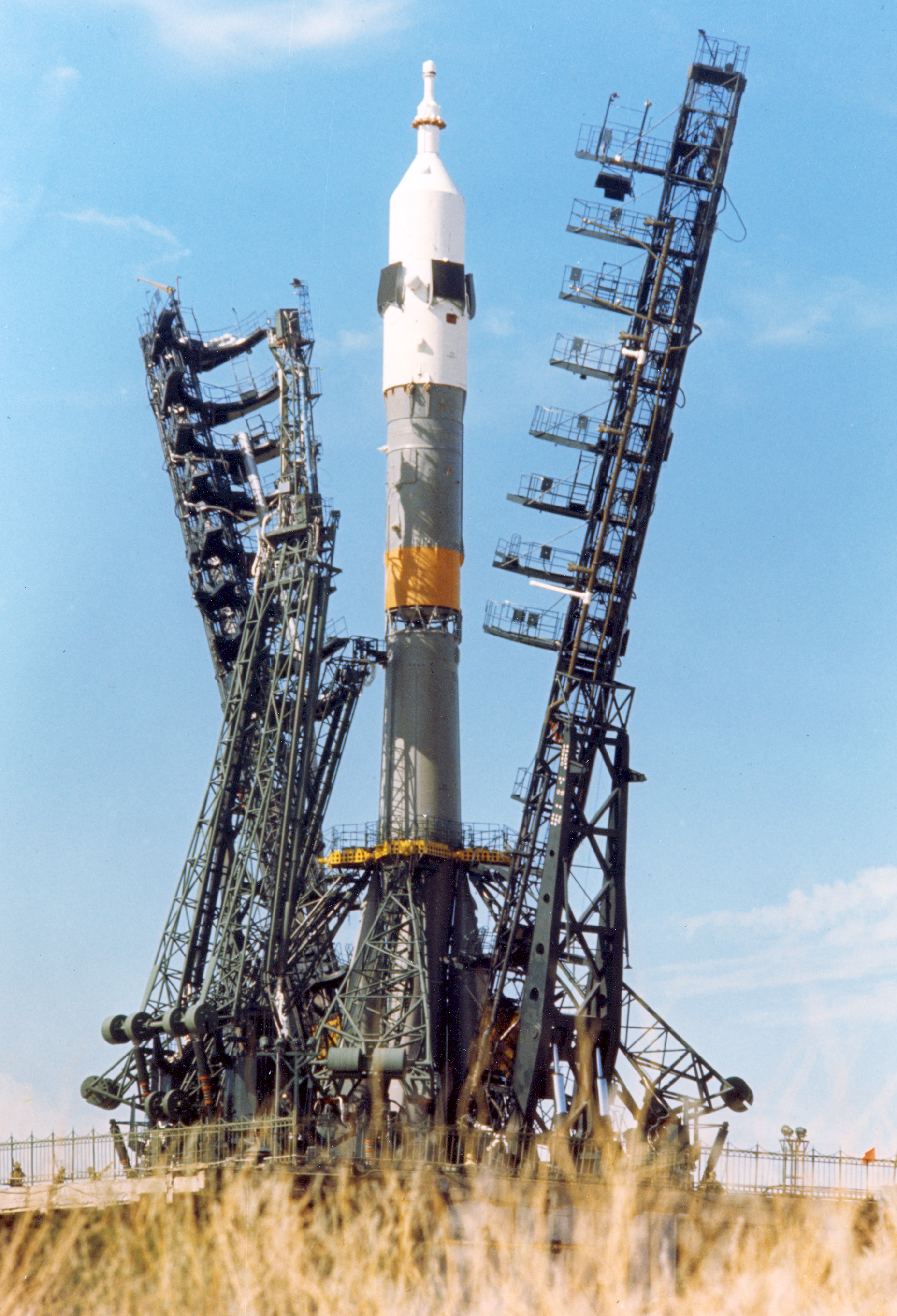
Rakieta nośna Sojuz przygotowana na start z kosmodromu Bajkonur

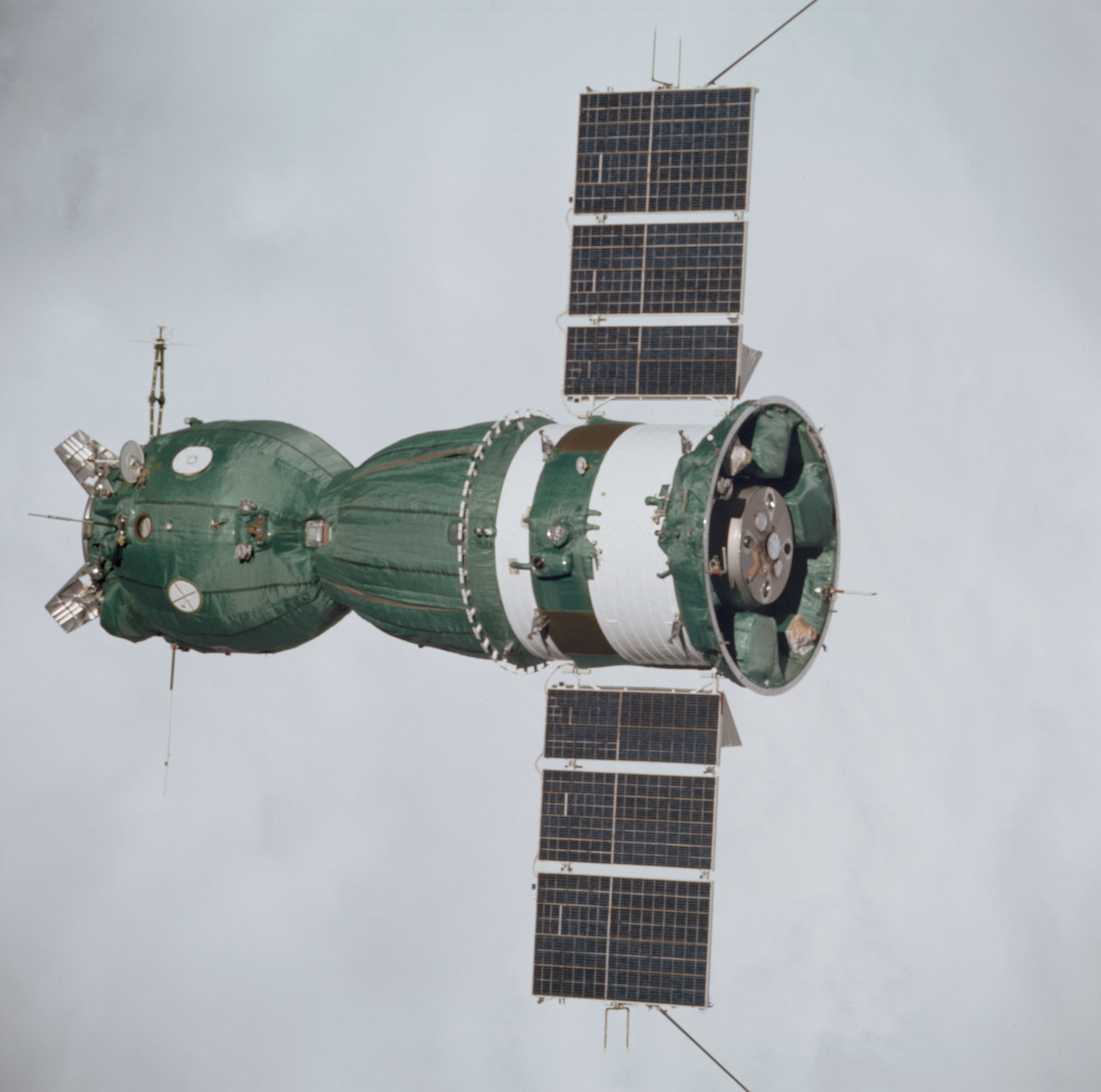
Sojuz 19 w locie

Sojuz (ros. Союз, „związek”) – seria radzieckich oraz rosyjskich pojazdów kosmicznych. Program zapoczątkowano we wczesnych latach sześćdziesiątych jako część radzieckiego programu lądowania na Księżycu. Do programu zalicza się zarówno kapsuła jak i rakieta nośna, obie pod nazwą „Sojuz”. Należy przy tym zaznaczyć, że nazwa Program Sojuz ściśle rzecz biorąc odnosi się jedynie do pierwszych lotów kapsuł, mających na celu przygotowanie do lotów na Księżyc. Od misji Sojuz 11 loty realizowano w ramach innych programów – Ałmaz, Salut, Mir i ISS.

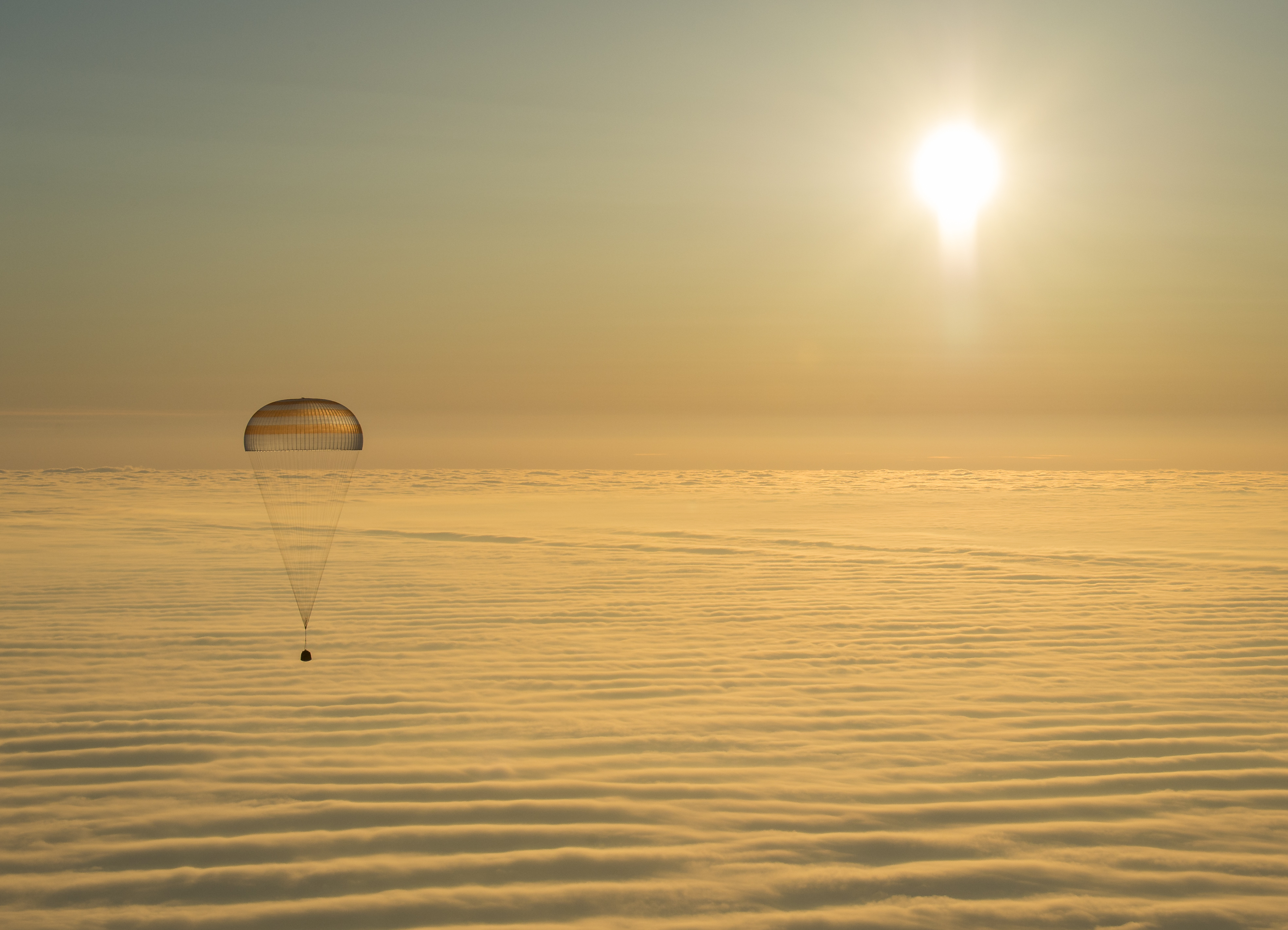
12 marca 2015 r., Sojuz TMA-14M na tle wschodu słońca nad Azją Środkową

Z lądowania na Księżycu zrezygnowano, kiedy piętrzące się problemy techniczne uczyniły oczywistym fakt, że Amerykanie dotrą na niego pierwsi. Sojuz przetrwał jednak koniec radzieckich marzeń o Księżycu i rozwinął się w serię cywilnych i wojskowych pojazdów, wykorzystywanych głównie wspólnie ze stacjami kosmicznymi.

## Kapsuła
Kapsuły Sojuz są produkowane od prawie 50 lat – w tym czasie zbudowano ponad 240 pojazdów. Sojuzy okazały się najbardziej długowiecznym załogowym pojazdem kosmicznym w historii. Długowieczność zawdzięczają między innymi łatwości modyfikacji, modernizacji i przystosowywania do różnorodnych misji.
Podstawowym założeniem konstrukcyjnym była minimalizacja całkowitej masy pojazdu. W tym celu postanowiono przede wszystkim zmniejszyć do minimum masę lądownika pojazdu. Cel osiągnięto dwutorowo. Po pierwsze, wszystkie systemy niepotrzebne w fazie wchodzenia w atmosferę i lądowania umieszczono w osobnym, odrzucanym module mieszkalnym, połączonym z modułem lądownika włazem. Każdy kilogram masy oszczędzony w ten sposób odejmuje nawet dwa kilogramy od ogólnej masy pojazdu – moduł mieszkalny nie musi być chroniony przez ciężką osłonę termiczną ani wyposażony w spadochrony hamujące. Po drugie, lądownik miał mieć kształt o najlepszym stosunku powierzchni do objętości – kula lub kształt możliwie zbliżony do kuli. Ostatecznie zdecydowano się na półkulę zakończoną stożkiem, który łączył ją z półkulistą osłoną termiczną.
Rezultatem był wyjątkowo udany pojazd. Amerykańska kapsuła Apollo, przy masie 5000 kg dawała załodze 6 metrów sześciennych przestrzeni życiowej. Oprócz kapsuły pojazd posiadał także moduł serwisowy, zapewniający pojazdowi m.in. napęd, zasilanie i łączność, dodający 1800 kg do całkowitej masy pojazdu podczas misji wokółksiężycowej. Sojuz zapewniał załodze podczas takiej samej misji 9 metrów sześciennych przestrzeni życiowej, śluzę powietrzną i moduł serwisowy – o łącznej masie równej masie samej kapsuły Apollo, bez modułu serwisowego. Niemniej to porównanie nie uwzględnia modułu księżycowego lub możliwych do zastosowania w jego miejsce dodatkowych rozwiązań.

### Generacje kapsuł
Kapsuły Sojuz przeszły w swojej historii wiele modyfikacji – można je podzielić na kilka generacji. Sojuzy o numerach od 1 do 11 (1967–1971) były generacją pierwszą – przenosiły trzyosobową załogę bez skafandrów kosmicznych. Miały charakterystycznie wygięte panele słoneczne i korzystały z systemu automatycznego dokowania Igła, wymagającego korzystania z anten radarowych. Do generacji tej zaliczały się zarówno oryginalne kapsuły Sojuz, jak i kapsuły przystosowane do dokowania ze stacjami orbitalnymi programu Salut. Pierwszych 9 egzemplarzy tej generacji nie było wyposażonych w wewnętrzną śluzę i przejście załogi na pokład stacji wiązało się z odbyciem spaceru kosmicznego.  
Druga generacja, obejmująca pojazdy od numeru 12 do 40 (1973–1981), służyła wyłącznie do transportu załóg na stację kosmiczną. Pojazdy były pozbawione baterii słonecznych, korzystały zamiast tego z akumulatorów. Załoga, dwuosobowa, przez cały lot miała na sobie skafandry kosmiczne.  
Trzecią generację stanowiły pojazdy klasy Sojuz-T (1976–1986). Wykorzystywały nowo zaprojektowane, płaskie panele słoneczne i ponownie mogły przewozić trzyosobową załogę, w skafandrach. Pojazd wykorzystany w programie Sojuz-Apollo był prototypem trzeciej generacji Sojuzów. 
Sojuz-TM stanowił czwartą generację pojazdu (1986–2003) i był wykorzystywany głównie do transportowania załóg na stację Mir. Wyposażono je w nowy system automatycznego dokowania, Kurs.   
Sojuz-TMA (2003–2012) i jego ulepszona wersja Sojuz-TMA-M (2010–2016) to projekty opracowane jako transport dla załogi i kapsuły ratunkowe Międzynarodowej Stacji Kosmicznej (ISS). Wyposażone w nowe wyświetlacze komputerów pokładowych, nowe spadochrony i wiele drobnych usprawnień.
Sojuz-MS (od 2016) to prawdopodobnie ostatnia wersja pojazdu, jest przeznaczona do obsługi ISS. Pierwszy lot (Sojuz MS-01) odbył się w lipcu 2016 r.

### Modyfikacje i pochodne
Kapsuła Sojuz stanowiła podstawę dla wielu pojazdów, z których wiele nigdy nie weszło do służby. Kapsuła w swoim najwcześniejszym kształcie miała w założeniu być w stanie odbyć podróż na Księżyc bez konieczności wykorzystania ogromnej rakiety nośnej, takiej jak Saturn V czy radziecka N1, wykonując zamiast tego serię manewrów dokowania z pozostawionymi uprzednio na orbicie górnymi stopniami rakiety nośnej Sojuz i wykorzystując ich paliwo do rozpędzenia się. 
Innym programem rozwojowym był pojazd Zond, który miał pozwolić dwóm kosmonautom na wykonanie przelotu wokółksiężycowego. Planowano także kilka wariantów wojskowych – włącznie z „niszczycielami”, ale nigdy nie zrealizowano tych projektów.
- Sojuz P i Sojuz PPK – warianty „myśliwskie”, których zadaniem była inspekcja i ewentualne niszczenie wrogich satelitów – projekty zarzucono, gdy ZSRR udanie przetestował bezzałogowe satelity-niszczyciele Polot 1 i Polot 2.
- Sojuz R – pojazd rozpoznawczo-dowódczy, składający się z dwóch pojazdów Sojuz: części pozostającej stale na orbicie, zbudowanej na podstawie Sojuza, w którym moduł lądownika i moduł mieszkalny zastąpiono sekcją zawierającą oprzyrządowanie, oraz modułu transportowego, wyposażonego w pierścień do dokowania, dostarczającego na orbitę załogę – projekt zlikwidowano i zastąpiono projektem Ałmaz.

Najbardziej udanym programem pochodnym programu Sojuz jest seria automatycznych pojazdów transportowych Progress, posiadająca system nawigacyjny i system automatycznego dokowania z kapsuły Sojuz, nie zawierający jednak modułu załogowego.

## Rakieta nośna
Służąca obecnie rakieta nośna Sojuz 2 stanowi bezpośrednie rozwinięcie rakiety R-7 – pierwszego na świecie międzykontynentalnego pocisku balistycznego. Rakieta składa się z czterech odrzucanych rakiet wspomagających, stanowiących w terminologii rosyjskiej jej pierwszy stopień, oraz dwustopniowej, centralnej rakiety nośnej. Różne odmiany rakiet Sojuz pozostają w służbie w Związku Radzieckim i Rosji od ponad 40 lat, a na podstawie umowy między Rosją a Europejską Agencją Kosmiczną od 2011 roku Sojuz 2 rozpoczęła loty z europejskiego ośrodka lotów kosmicznych w Gujanie Francuskiej. Do roku 2000 wystrzelono łącznie 1628 rakiet należących do wszystkich wariantów rakiety R-7, przy 97,5% współczynniku niezawodności. R-7 / Sojuz stanowi więc najpowszechniej wykorzystywaną i jedną z najbardziej udanych rakiet w historii.

## Teraźniejszość i przyszłość
Obecnie pojazdy Sojuz stanowią podstawę rosyjskiego programu kosmicznego. Po katastrofie amerykańskiego promu kosmicznego Columbia oraz ostatnim locie promu Atlantis stanowiły jedyny sposób transportowania załóg na Międzynarodową Stację Kosmiczną. Dopiero w 2020 r. zyskały konkurencję w postaci statków Crew Dragon. 
W sierpniu 2005 roku firma Space Adventures, specjalizująca się w organizowaniu kosmicznej turystyki, ogłosiła plany przywrócenia Sojuzowi jego oryginalnej roli i wykorzystania zmodyfikowanej kapsuły do wokółksiężycowych lotów turystycznych.

## Loty kapsuł
| Misje 1 - 20    | Misje 21 - 40 | Misje 41 - 60   | Misje 61 - 80  | Misje 81 - 100   | Misje 101 - 120   | Misje 121 - 140   | Misje od 141    |
| --------------- | ------------- | --------------- | -------------- | ---------------- | ----------------- | ----------------- | --------------- |
| 1. Sojuz 1      | 21.Sojuz 22   | 41.Sojuz 39     | 61.Sojuz TM-8  | 81.Sojuz TM-28   | 101.Sojuz TMA-14  | 121.Sojuz TMA-12M | 141.Sojuz MS-12 |
| 2. Sojuz 3      | 22.Sojuz 23   | 42.Sojuz 40     | 62.Sojuz TM-9  | 82.Sojuz TM-29   | 102.Sojuz TMA-15  | 122.Sojuz TMA-13M | 142.Sojuz MS-13 |
| 3. Sojuz 4      | 23.Sojuz 24   | 43.Sojuz T-5    | 63.Sojuz TM-10 | 83.Sojuz TM-30   | 103.Sojuz TMA-16  | 123.Sojuz TMA-14M | 142.Sojuz MS-14 |
| 4. Sojuz 5      | 24.Sojuz 25   | 44.Sojuz T-6    | 64.Sojuz TM-11 | 84.Sojuz TM-31   | 104.Sojuz TMA-17  | 124.Sojuz TMA-15M | 143.Sojuz MS-16 |
| 5. Sojuz 6      | 25.Sojuz 26   | 45.Sojuz T-7    | 65.Sojuz TM-12 | 85.Sojuz TM-32   | 105.Sojuz TMA-18  | 125.Sojuz TMA-16M | 144.Sojuz MS-17 |
| 6. Sojuz 7      | 26.Sojuz 27   | 46.Sojuz T-8    | 66.Sojuz TM-13 | 86.Sojuz TM-33   | 106.Sojuz TMA-19  | 126.Sojuz TMA-17M | 145.Sojuz MS-18 |
| 7. Sojuz 8      | 27.Sojuz 28   | 47.Sojuz T-9    | 67.Sojuz TM-14 | 87.Sojuz TM-34   | 107.Sojuz TMA-01M | 127.Sojuz TMA-18M | 146.Sojuz MS-19 |
| 8. Sojuz 9      | 28.Sojuz 29   | 48.Sojuz T-10-1 | 68.Sojuz TM-15 | 88.Sojuz TMA-1   | 108.Sojuz TMA-20  | 128.Sojuz TMA-19M | 147.Sojuz MS-20 |
| 9. Sojuz 10     | 29.Sojuz 30   | 49.Sojuz T-10   | 69.Sojuz TM-16 | 89.Sojuz TMA-2   | 109.Sojuz TMA-21  | 129.Sojuz TMA-20M | 148.Sojuz MS-21 |
| 10.Sojuz 11     | 30.Sojuz 31   | 50.Sojuz T-11   | 70.Sojuz TM-17 | 90.Sojuz TMA-3   | 110.Sojuz TMA-02M | 130.Sojuz MS-01   | 149.Sojuz MS-22 |
| 11.Sojuz 12     | 31.Sojuz 32   | 51.Sojuz T-12   | 71.Sojuz TM-18 | 91.Sojuz TMA-4   | 111.Sojuz TMA-22  | 131.Sojuz MS-02   |                 |
| 12.Sojuz 13     | 32.Sojuz 33   | 52.Sojuz T-13   | 72.Sojuz TM-19 | 92.Sojuz TMA-5   | 112.Sojuz TMA-03M | 132.Sojuz MS-03   |                 |
| 13.Sojuz 14     | 33.Sojuz 34   | 53.Sojuz T-14   | 73.Sojuz TM-20 | 93.Sojuz TMA-6   | 113.Sojuz TMA-04M | 133.Sojuz MS-04   |                 |
| 14.Sojuz 15     | 34.Sojuz 35   | 54.Sojuz T-15   | 74.Sojuz TM-21 | 94.Sojuz TMA-7   | 114.Sojuz TMA-05M | 134.Sojuz MS-05   |                 |
| 15.Sojuz 16     | 35.Sojuz 36   | 55.Sojuz TM-2   | 75.Sojuz TM-22 | 95.Sojuz TMA-8   | 115.Sojuz TMA-06M | 135.Sojuz MS-06   |                 |
| 16.Sojuz 17     | 36.Sojuz T-2  | 56.Sojuz TM-3   | 76.Sojuz TM-23 | 96.Sojuz TMA-9   | 116.Sojuz TMA-07M | 136.Sojuz MS-07   |                 |
| 17.Sojuz 18a    | 37.Sojuz 37   | 57.Sojuz TM-4   | 77.Sojuz TM-24 | 97.Sojuz TMA-10  | 117.Sojuz TMA-08M | 137.Sojuz MS-08   |                 |
| 18.Sojuz 18     | 38.Sojuz 38   | 58.Sojuz TM-5   | 78.Sojuz TM-25 | 98.Sojuz TMA-11  | 118.Sojuz TMA-09M | 138.Sojuz MS-09   |                 |
| 19.Sojuz-Apollo | 39.Sojuz T-3  | 59.Sojuz TM-6   | 79.Sojuz TM-26 | 99.Sojuz TMA-12  | 119.Sojuz TMA-10M | 139.Sojuz MS-10   |                 |
| 20.Sojuz 21     | 40.Sojuz T-4  | 60.Sojuz TM-7   | 80.Sojuz TM-27 | 100.Sojuz TMA-13 | 120.Sojuz TMA-11M | 140.Sojuz MS-11   |                 |

| Loty 1 - 5               | Loty 6 - 10    | Loty 11 - 15   | Loty 16 - 20  | Loty 21 - 25   | Od lotu 26     |
| ------------------------ | -------------- | -------------- | ------------- | -------------- | -------------- |
| 1. Kosmos 133            | 6. Kosmos 212  | 11.Kosmos 434  | 16.Kosmos 656 | 21.Kosmos 869  | 26.Sojuz MS-14 |
| 2. katastrofa na starcie | 7. Kosmos 213  | 12.Kosmos 496  | 17.Kosmos 670 | 22.Kosmos 1001 |                |
| 3. Kosmos 140            | 8. Kosmos 238  | 13.Kosmos 573  | 18.Kosmos 672 | 23.Kosmos 1074 |                |
| 4. Kosmos 186            | 9. Sojuz 2     | 14.Kosmos 613  | 19.Kosmos 772 | 24.Sojuz T-1   |                |
| 5. Kosmos 188            | 10. Kosmos 379 | 15. Kosmos 638 | 20. Sojuz 20  | 25. Sojuz TM-1 |                |